# Джункаджо
Джункаджо (фр. Giuncaggio, корс. Ghjuncaghju) — коммуна во Франции, находится в регионе Корсика. Департамент коммуны — Верхняя Корсика. Входит в состав кантона Бустанико. Округ коммуны — Корте.
Код INSEE коммуны — 2B126.

## Население
Население коммуны на 2008 год составляло 64 человека.
| 1962 | 1968 | 1975 | 1982 | 1990 | 1999 | 2008 |
| ---- | ---- | ---- | ---- | ---- | ---- | ---- |
| 139  | 148  | 138  | 131  | 76   | 76   | 64   |

## Экономика
В 2007 году среди 35 человек в трудоспособном возрасте (15—64 лет) 25 были экономически активными, 10 — неактивными (показатель активности — 71,4 %, в 1999 году было 52,1 %). Из 25 активных работали 20 человек (10 мужчин и 10 женщин), безработных было 5 (3 мужчины и 2 женщины). Среди 10 неактивных 4 человека были учениками или студентами, 6 — пенсионерами.